# Glagwa
Un glagwa es un escudo en forma de campana de los pueblos wandala del norte de Camerún.

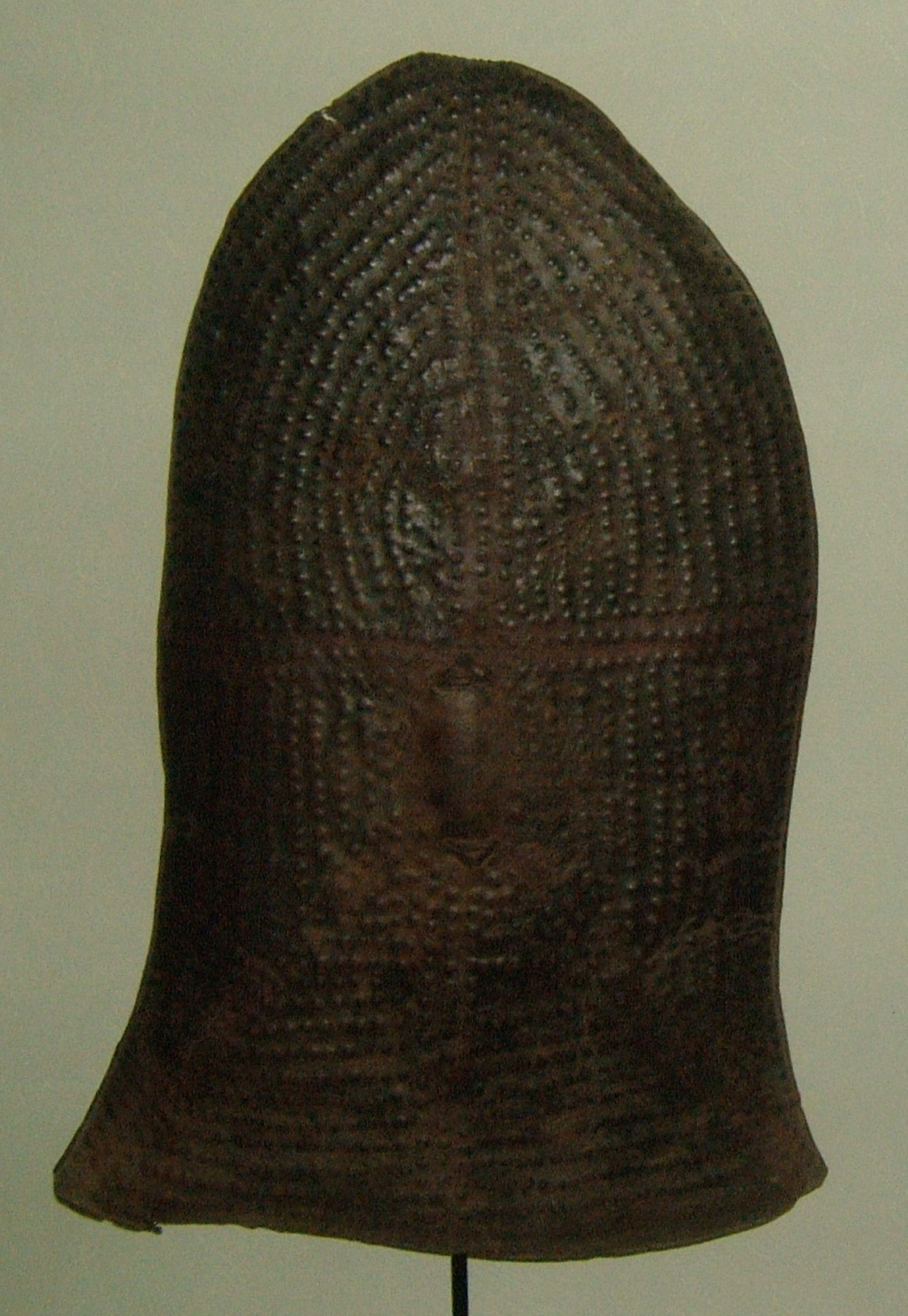
Escudo glagwa

## Usos
Este tipo de escudo generalmente se usaba con una armadura. Estaba hecho de cuero (de vaca, búfalo o elefante), a veces de metal martillado. Las tribus Zulgo, Lamang, Gudulf o Bana también empleaban este tipo de escudo. Su nombre cambiaba según las tribus (por ejemplo los Zulgo los llamaban "tlokwo") pero fueron los wandala quienes inventaron este tipo de escudo.